# Sonate K. 167
La sonate K. 167 (F.117/L.329) en fa majeur est une œuvre pour clavier du compositeur italien Domenico Scarlatti.

## Présentation
La sonate K. 167, en fa majeur, notée Allegro, forme un couple avec la sonate suivante. Comme dans la sonate K. 164, Scarlatti revient à l'étude des triolets.

## Manuscrits
Le manuscrit principal est le numéro 20 du volume I (Ms. 9772) de Venise (1752), copié pour Maria Barbara ; les autres sont Parme I 21 (Ms. A. G. 31406), Münster (D-MÜp) IV 31 (Sant Hs 3967) et Vienne B 31 (VII 28011 B).

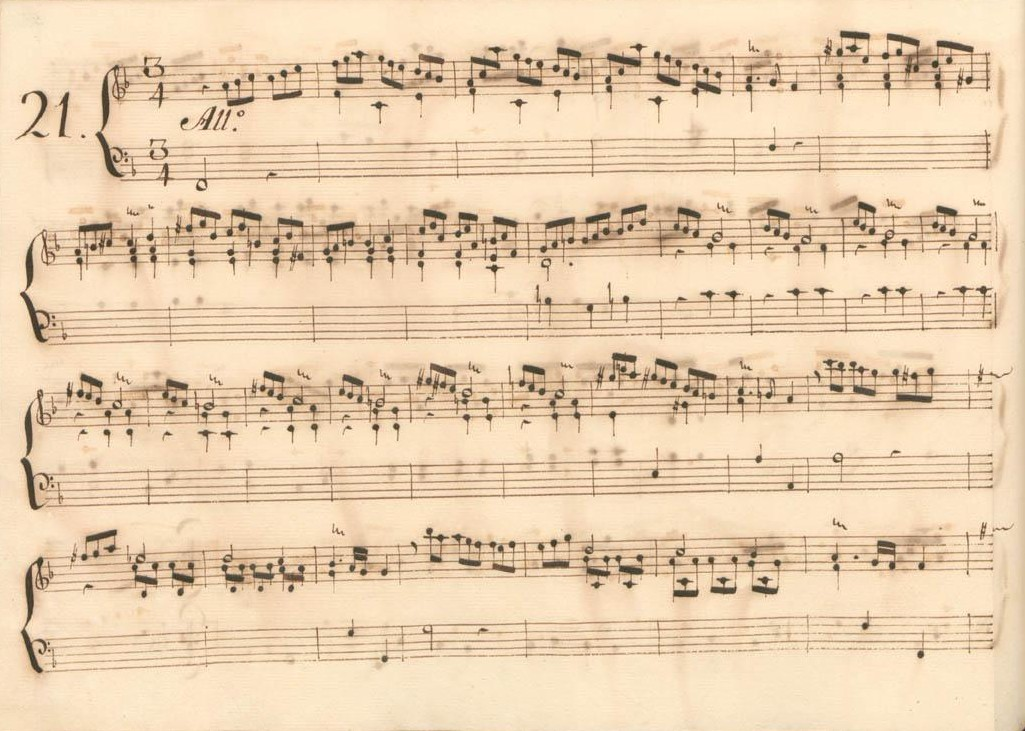
Parme I 21.
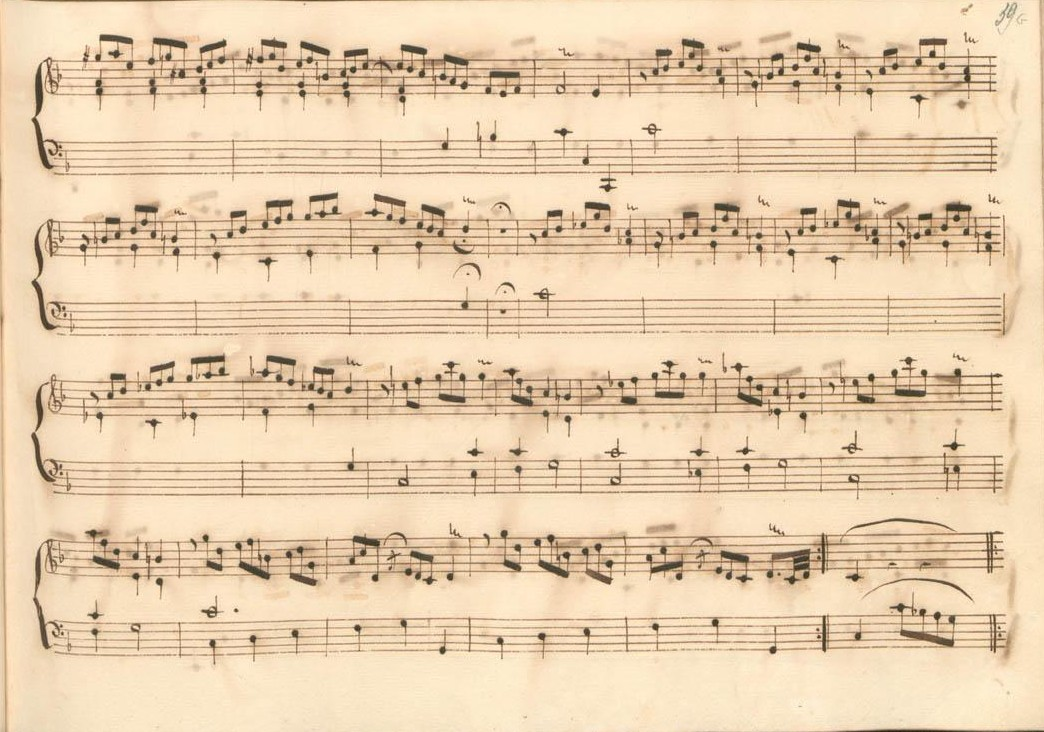
Parme I 21 (fin de la première section).
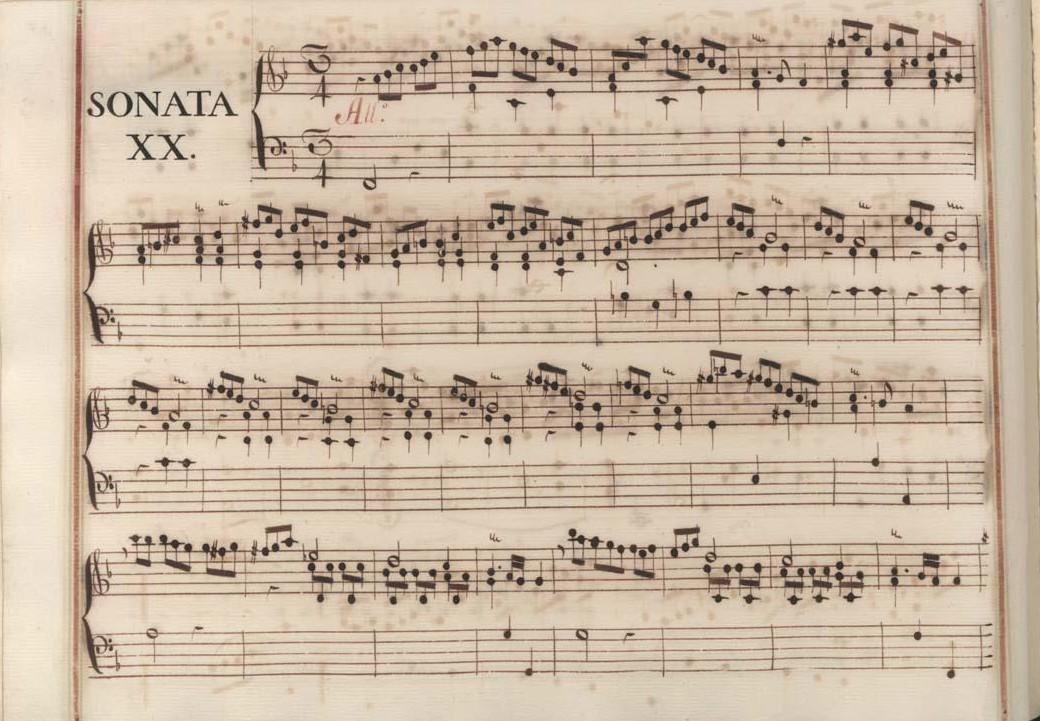
Venise I 20.
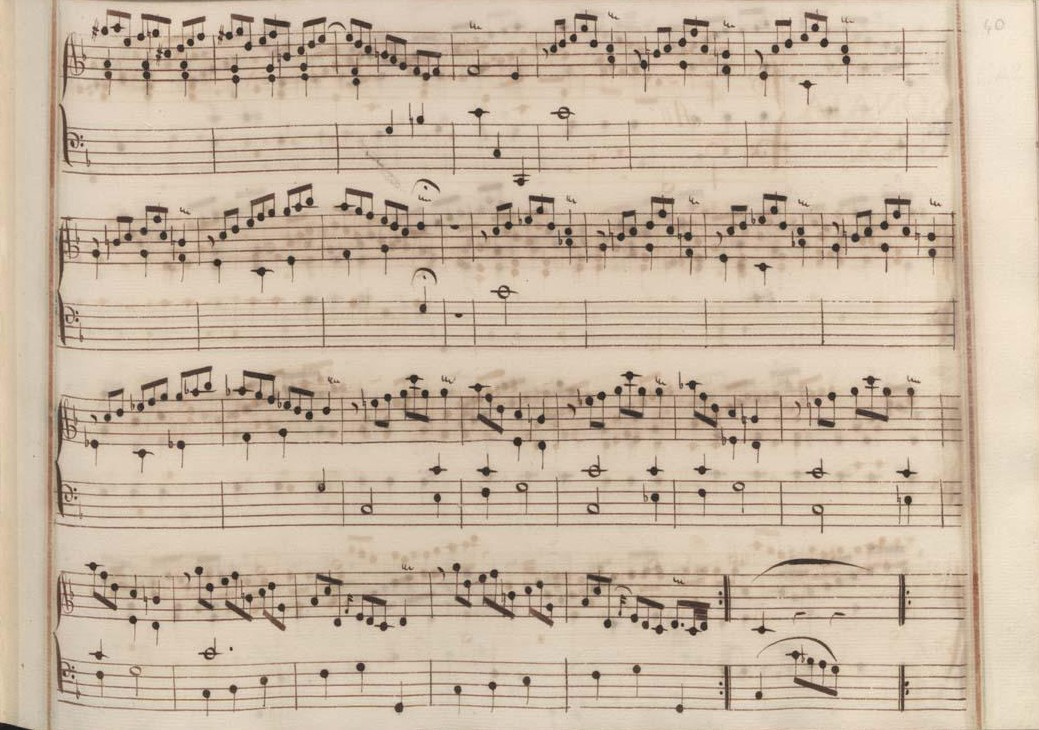
Venise I 20 (fin de la première section).
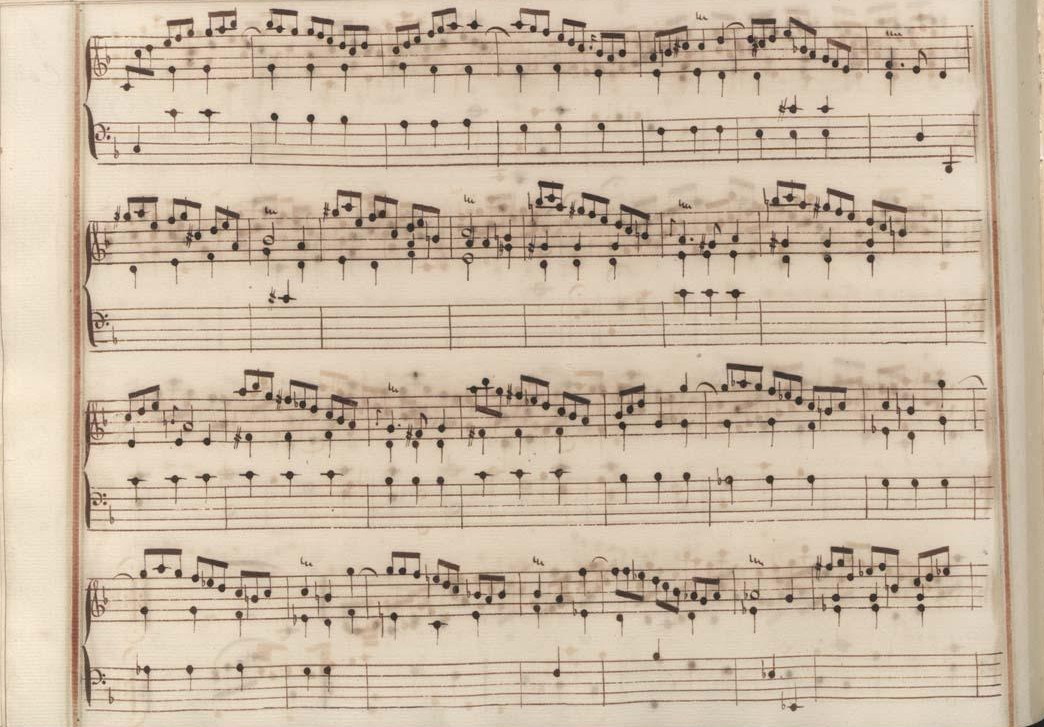
Venise I 20 (début de la seconde section).
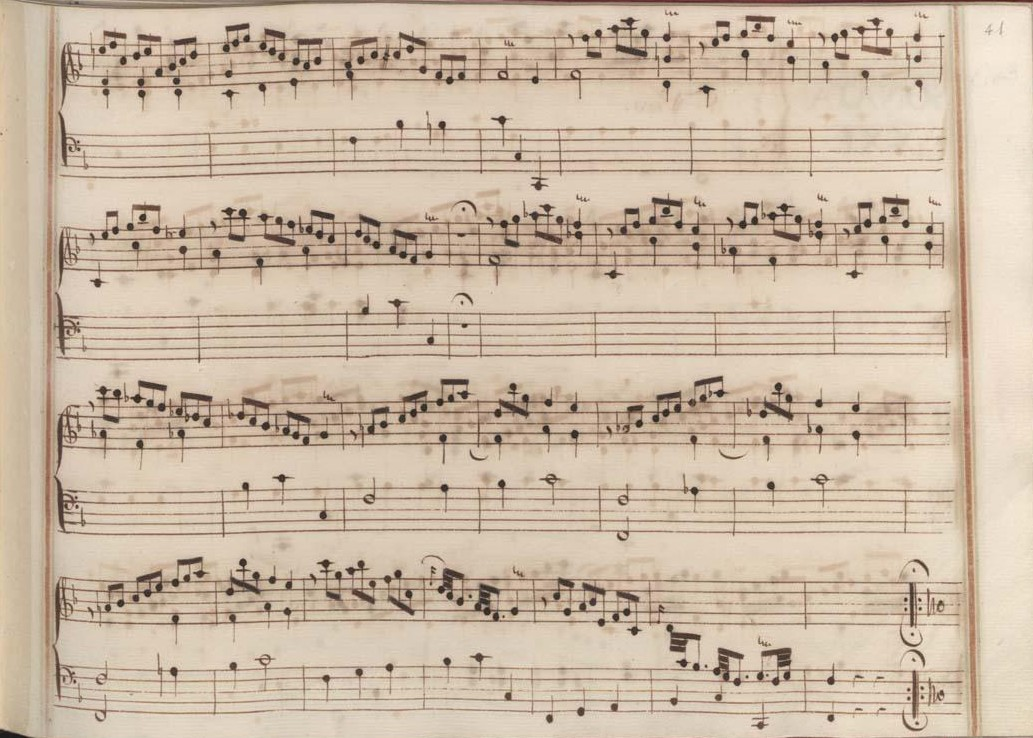
Venise I 20 (fin de la sonate).

## Interprètes
La sonate K. 167 est défendue au piano, notamment par Carlo Grante (2009, Music & Arts, vol. 1) et Pascal Pascaleff (2020, Naxos, vol. 25) ; au clavecin, elle est jouée par Scott Ross (1985, Erato), Richard Lester (2001, Nimbus, vol. 1) et Pieter-Jan Belder (Brilliant Classics, vol. 4).

## Sources
: document utilisé comme source pour la rédaction de cet article.
- Ralph Kirkpatrick (trad. de l'anglais par Dennis Collins), Domenico Scarlatti, Paris, Lattès, coll. « Musique et Musiciens », 1982 (1re éd. 1953 (en)), 493 p. (ISBN 978-2-7096-0118-4, OCLC 954954205, BNF 34689181).
- Alain de Chambure, « Domenico Scarlatti, Intégrale des sonates — Scott Ross », Erato/Éditions Costallat (2564-62092-2 (livret : 2292-45309-2)), 1985 (OCLC 891183737) .